# Municipio de Logan (condado de Sheridan)
El municipio de Logan (en inglés: Logan Township) es un municipio ubicado en el condado de Sheridan en el estado estadounidense de Kansas. En el año 2010 tenía una población de 97 habitantes y una densidad poblacional de 0,52 personas por km².

## Geografía
El municipio de Logan se encuentra ubicado en las coordenadas 39°21′27″N 100°37′3″O / 39.35750, -100.61750. Según la Oficina del Censo de los Estados Unidos, el municipio tiene una superficie total de 186.1 km², de la cual 186,02 km² corresponden a tierra firme y (0,04 %) 0,08 km² es agua.

## Demografía
Según el censo de 2010, había 97 personas residiendo en el municipio de Logan. La densidad de población era de 0,52 hab./km². De los 97 habitantes, el municipio de Logan estaba compuesto por el 93,81 % blancos, el 6,19 % eran de otras razas. Del total de la población el 6,19 % eran hispanos o latinos de cualquier raza.